# .kg
.kg — в Інтернеті, національний домен верхнього рівня (ccTLD) для Киргизстану.

## Домени 2-го та 3-го рівнів
В цьому національному домені нараховується близько 1,580,000 вебсторінок (станом на січень 2007 року).
У наш час використовуються та приймають реєстрації доменів 3-го рівня такі доменні суфікси (відповідно, існують такі домени 2-го рівня):
| Суфікс  | Регламентовані користувачі                                            |
| .co.kg  | Комерційні установи, корпорації                                       |
| .com.kg | Комерційні установи, корпорації                                       |
| .edu.kg | Наукові та дослідницькі установи, коледжі, університети або інститути |
| .gov.kg | Державні та урядові установи                                          |
| .in.kg  | Родини, приватні особи                                                |
| .it.kg  | Міжнародні організації                                                |
| .mil.kg | Військові організації                                                 |
| .net.kg | Провайдери, організації, пов'язані з мережами                         |
| .org.kg | Неприбуткові, неурядові організації                                   |
| .web.kg | Вебмайданчики                                                         |